# Lasioglossum whiteanum
Lasioglossum whiteanum är en biart som först beskrevs av Cameron 1905.  Lasioglossum whiteanum ingår i släktet smalbin, och familjen vägbin. Inga underarter finns listade i Catalogue of Life.